# Diana Ospina (Fußballspielerin)
Diana Carolina Ospina García (* 3. März 1989 in Medellín) ist eine kolumbianische Fußballspielerin.

## Karriere

### Klub
Bis Ende 2020 spielte sie für Independiente Medellín und wechselte danach zu América de Cali, für diese aber dann auch nur bis zum Oktober des Jahres 2021 auflief. Hiernach wechselte sie nach Peru, wo sie ein paar Monate bei Club Alianza Lima aktiv war. Bereits im Februar 2022 kehrte sie aber nach Kolumbien zurück und ist nun wieder in Cali aktiv.

### Nationalmannschaft
Für die kolumbianische A-Nationalmannschaft hatte sie ihr Debüt im Jahr 2011. In diesem Jahr nahm sie mit ihrer Mannschaft an der Weltmeisterschaft 2011 teil, was gleichzeitig auch die erste Teilnahme einer kolumbianischen Mannschaft bei diesem Wettbewerb war. In allen Spielen des Teams stand sie in der Startelf, schied am Ende mit ihren Mitspielerinnen aber punkt- und torlos nach der Gruppenphase aus.
Ihr nächstes großes Turnier mit der Mannschaft war dann die Copa América 2014. Hier bekam sie in allen bis auf einem Spiel wieder Einsatzzeit und erzielte im ersten Spiel der Mannschaft bei dem Turnier auch ein Tor und bereitete im weiteren Verlauf des Wettbewerbs noch zwei weitere vor. Am Ende wurde man hinter Brasilien in der Finalrunde Zweiter und qualifizierte sich so für die Weltmeisterschaft 2015. Bei diesem Turnier war sie ebenfalls wieder dabei und erreichte mit ihrem Team erstmals bei einer Weltmeisterschaft das Achtelfinale, wo man dann aber gegen die USA mit 0:2 ausschied. Sie selbst kam wieder in jedem Spiel zum Einsatz.
Auch beim Olympiaturnier im Jahr 2016 war sie dabei, wenngleich sie mit ihrem Team bereits nach der Gruppenphase wieder ausschied. Bei der Copa América 2018 kam sie nun sogar in jeder Partie zum Einsatz. Jedoch landete man nach einer sehr guten Gruppenphase in der Finalrunde nur auf dem letzten Platz, womit man die Qualifikation für die Weltmeisterschaft 2019 verpasste.
Danach nahm sie aufgrund der COVID-19-Pandemie erst mit der Copa América 2022 an ihrem nächsten großen Turnier teil. Hier kam sie erneut in jeder Partie zum Einsatz. Am Ende verlor man hier das Finale aber gegen Rekordmeister Brasilien mit 0:1. Mit dem Finaleinzug gelang aber zumindest auch die Qualifikation für die Fußball-Weltmeisterschaft der Frauen 2023.
Am 4. Juli 2023 wurde sie für den finalen Kader bei der Weltmeisterschaft 2023 nominiert, in jedem der fünf Spiele ihres Teams eingesetzt und schied mit der Mannschaft im Viertelfinale gegen die Engländerinnen aus.